# 가로가슴근
가로가슴근(transversus thoracis muscle, /trænzˈvɜːrsəs θəˈreɪsɪs/), 또는 흉횡근(胸橫筋)은 앞쪽 가슴우리의 안쪽에 존재하는 근육이다. 일반적으로 근육질과 힘줄 섬유로 이루어진 얇은 근육이지만 운동을 하는 사람의 경우 가슴 앞벽의 속면에 두꺼워진 상태로 존재할 수 있다. 갈비아래근, 맨속갈비사이근과 같은 층에 있다.

## 구조
복장뼈 몸통 뒷면의 아래쪽 1/3, 칼돌기 뒷면, 아래쪽 3-4개의 양쪽 참갈비뼈(5-7번, 또는 4-7번 갈비뼈) 갈비연골의 복장뼈 쪽 끝에서 일어난다.
일어난 가로가슴근 섬유는 위가쪽으로 주행하며 갈라져 2번-6번 갈비뼈의 갈비연골 아래쪽 경계와 속면에 닿는다.
이 근육의 가장 아래쪽 섬유는 주행 방향이 수평이며 배가로근의 섬유와 연속적이다.
이 근육은 사람에 따라 붙는 곳이 다르며, 심지어 같은 사람의 왼쪽과 오른쪽에서도 붙는 곳이 다르다.
척수신경의 앞가지에서 갈라져 나온 갈비사이신경이 분포한다.

## 기능
거의 기능을 하지 않지만 가슴우리와 벽가슴막을 분리한다. 수축하면 갈비뼈를 누른다.
이 근육이 수축하면 가슴우리의 가로 지름을 줄여 강한 날숨을 보조한다.

## 추가 이미지

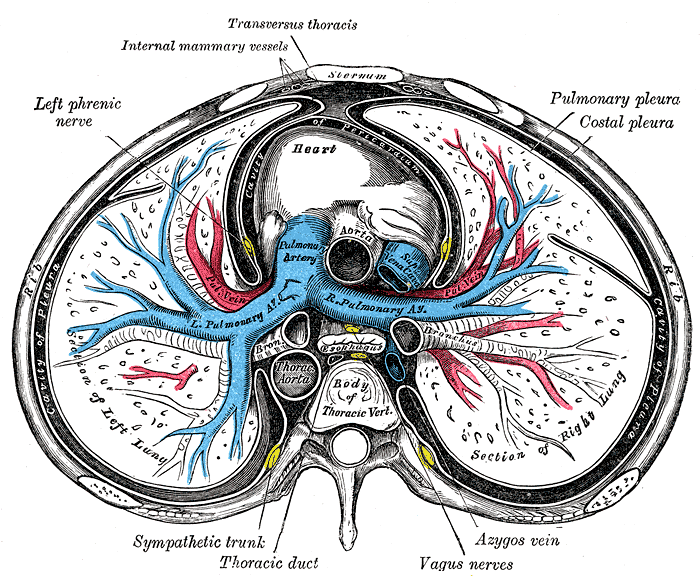
가슴의 가로 단면.
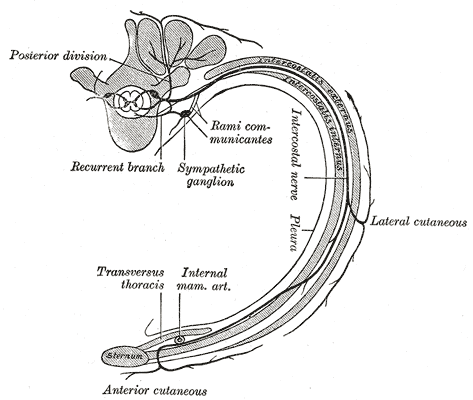
전형적인 갈비사이신경의 경로와 가지의 모식도.

## 참고 문헌
이 문서는 현재 퍼블릭 도메인에 속하는 그레이 해부학 제20판(1918) page 403의 내용을 기초로 작성된 글이 포함되어 있습니다.